# La Imperial
La Imperial ou Ciudad Imperial était une ville fondée le 16 avril 1552 par Pedro de Valdivia, nommée en l'honneur du Saint Empereur Romain Charles V (dit Charles Quint), alors également roi d'Espagne. Elle est détruite dans le cadre de la révolte mapuche de 1598 pendant la guerre d'Arauco puis abandonnée le 5 avril 1600. Les ruines sont appelées Antigua Imperial. Une ville fut reconstruite à son emplacement en 1882, sous le nom de Carahue.